# Josef Hunyady
Josef Ladislav Emanuel Maria hrabě Hunyady de Kethély (německy Josef Ladislaus Emanuel Maria Reichsgraf Hunyady von Kéthely, maďarsky gróf Kéthelyi József László Emanuel Mária Hunyady; 16. prosince 1873 Mojmírovce – 26. února 1942 Budapešť) byl uherský šlechtic, rakousko-uherský důstojník, politik a dvořan. Za první světové války byl pobočníkem a později nejvyšším hofmistrem císaře Karla I., kterého poté doprovázel do exilu. Po úmrtí Karla I. se vrátil do Maďarska, kde byl nadále aktivní ve veřejném životě, patřil mimo jiné k nejbohatším velkostatkářům v oblasti Balatonu.

## Životopis

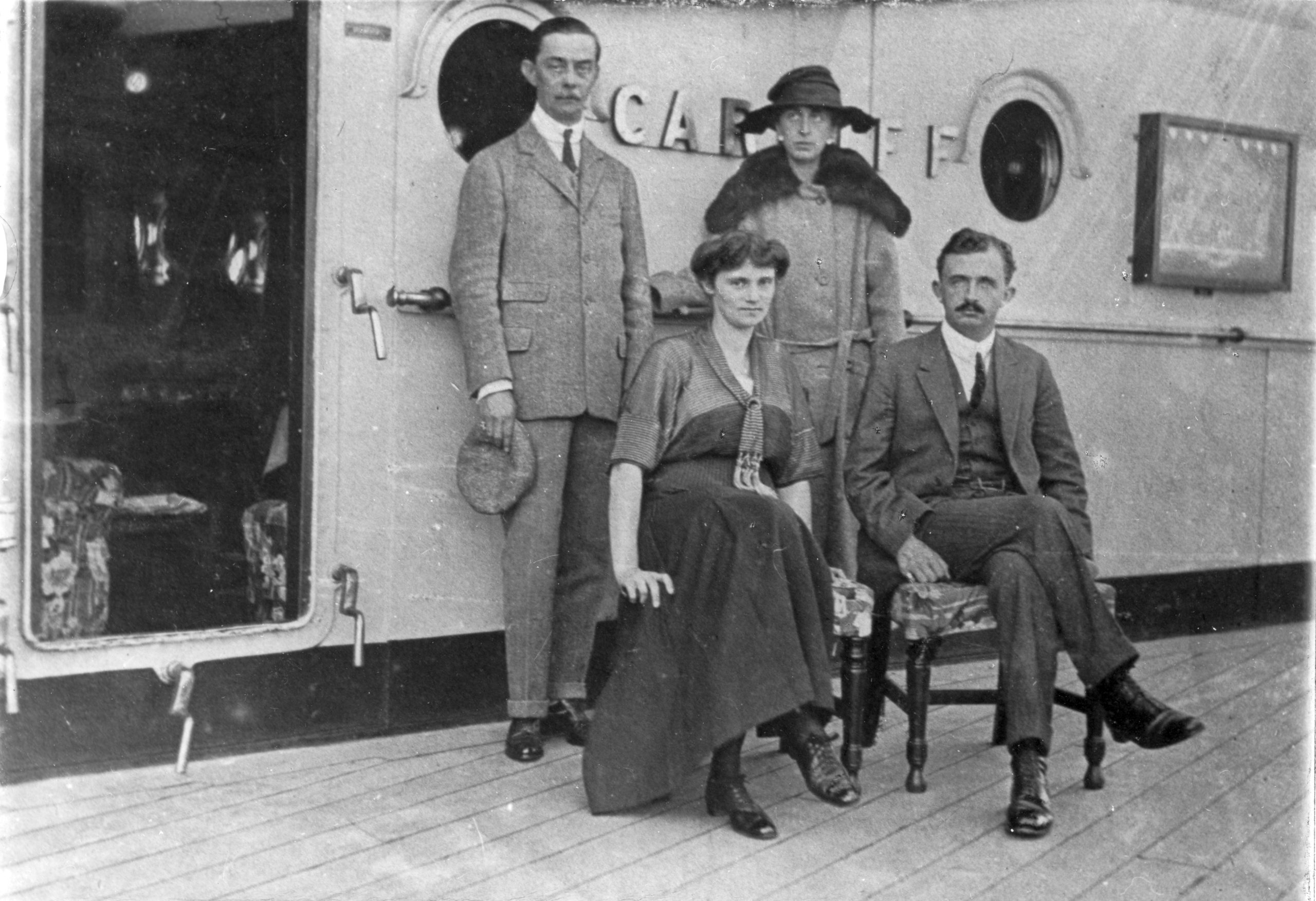
Císař Karel I. s manželkou Zitou na cestě do exilu. Za nimi stojí hrabě Josef Hunyady s manželkou Gabrielou

Pocházel z uherského šlechtického rodu Hunyadyů, narodil se na zámku Mojmírovce jako starší syn hraběte Emericha Hunyadyho (1827–1902) a jeho manželky Felicie, rozené hraběnky Györyové z Radvány (1842–1913). Josef vystudoval práva a politologii na univerzitě v Budapešti, poté cestoval po Evropě a v roce 1898 byl jmenován c. k. komořím. Souběžně sloužil v armádě, v níž dosáhl hodnosti nadporučíka (1907) a krátce poté byl přeložen do zálohy. Jeho význam vzrostl po nástupu císaře Karla I., v jehož blízkosti se dlouhodobě pohyboval. V roce 1916 byl povýšen do hodnosti majora, byl jmenován c. k. tajným radou a stal se císařovým pobočníkem. Nakonec v roce 1918 krátce zastával funkci nejvyššího hofmistra, byl také dědičným členem Sněmovny magnátů.
Po rozpadu monarchie následoval Karla I. do exilu ve Švýcarsku a později na Madeiře, měl také účast na dvou Karlových pokusech získat znovu trůn v Maďarsku. Po císařově smrti (1922) se vrátil do Maďarska a u nástupnických států intervenoval ve prospěch ovdovělé císařovny Zity, která se s početnou rodinu ocitla ve finančních problémech. Nakonec byl v letech 1927–1942 členem maďarské Horní komory. 
Byl nositelem Řádu železné koruny III. třídy a Vojenského záslužného kříže, dále také čestným rytířem Maltézského řádu. Vzhledem ke svému postavení ve službách Karla I. získal během první světové války také několik vyznamenání od zahraničních panovníků. Byl nositelem pruského Řádu červené orlice III. třídy, bulharského Královského řádu za vojenské zásluhy a tureckého Železného půlměsíce. V roce 1918 získal Řád zlatého rouna.

## Majetkové a rodinné poměry

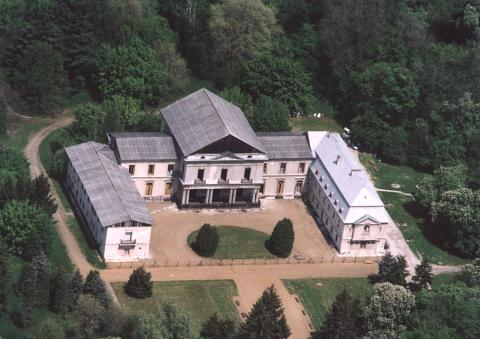
Zámek Kéthely

Po otci byl majitelem velkostatku Kéthly poblíž Balatonu. K panství patřilo přes 17 000 hektarů půdy a Josef Hunyady byl jedním z největších producentů vína v Maďarsku. Hlavním sídlem byl zámek Kéthely, který rodina vlastnila od 18. století. Na Balatonu byl také průkopníkem jachtingu. 
Poprvé se oženil v Bruselu v roce 1900 s belgickou šlechtičnou Madeleine de Riquet, hraběnkou de Caraman-Chimay (1879–1914), která se stala c. k. palácovou dámou, dámou Řádu hvězdového kříže a čestnou dámou Maltézského řádu. Po ovdovění se Josef podruhé oženil v roce 1919 s hraběnkou Marií Gabrielou Bellegarde (1890–1945), dcerou dlouholetého dvorského nejvyššího kuchmistra Augusta Bellegarda. Marie Gabriela byla dámou Řádu hvězdového kříže a čestnou dámou Maltézského řádu. Díky tomuto manželství byl Josef mimo jiné švagrem Františka Josefa Kinského (1879–1975). Z Josefova prvního manželství se narodil Emerich Josef (1900–1956) a dcera Felicie (1903–1960), provdaná Zichyová. Z druhého manželství pocházel Ladislav August (1920–1970) a dcera Henrietta.
Josefův mladší bratr Ladislaus (László) (1876–1927) byl c. k. komořím, dědičným členem uherské Sněmovny magnátů a majitelem velkostatku Mojmírovce.